# ایندوستریا آئروناتیکا رومانا
ایندوستریا آئروناتیکا رومانا یا صنایع هوانوردی رومانی یک تولیدکنندهٔ هوافضایی رومانیایی است که در سال ۱۹۲۵ پایه‌گذاری شد. دفتر مرکزی این شرکت در شهر گیمبه در نزدیکی براشوو رومانی قرار دارد و دارای ۱۲۰۰ متخصص است که از این تعداد ۱۷۰ تن مهندس هستند. این شرکت به کار بهینه‌سازی، بازبینی و اورهال هلیکوپترها و هواپیماهای سبک می‌پردازد.

## تاریخچه
برای اطمینان از این که نیروی هوایی پادشاهی رومانی بدون وابستگی به تولید کنندگان خارجی بتواند نیازهای خود را برآورده کند دولت رومانی در بین دو جنگ جهانی برای برپا کردن ۳ شرکت سازندهٔ اصلی هواگرد یارانه پرداخت کرد. نخستین شرکت، شرکت اس ئی تی بود که در سال ۱۹۲۳ در بخارست برپا شد. پس از آن شرکت آی ای آر بود که از سال ۱۹۲۵ در براشوو آغاز به کار کرد و سومین شرکت ایکار بود که در سال ۱۹۳۲ در بخارست تأسیس شد.
یکی از مهندسین طرح هواگرد ای ای آر در اوائل دههٔ ۱۹۳۰ الی کارافولی نام داشت.
در خلال جنگ جهانی دوم جنگنده‌های آی‌ای‌ار ۸۰ و آی‌ای‌آر ۸۱ در تأسیسات آی ای آر طراحی و ساخته شد.
در سال ۱۹۴۵ و ۱۹۴۷ با هماهنگی رادو مانیکاتیده و رادو مارادارسکو آی ای ار یک میکروخودرو به نام ام آر و یک خودرو تولید نمود.
از سال ۱۹۶۸ آی ای ار بیش از ۳۷۰ هلیکوپتر (آی‌ای‌آر ۳۱۶ و آی‌ای‌آر ۳۳۰)، ۸۳۰ گلایدر شامل گلایدرهای موتوردار و ۱۴۰ هواپیما تولید کرده است.
در سال ۲۰۰۰ آی ای آر همراه با شرکت یوروکوپتر، شرکت یوروکوپتر رومانیا را پدید آورد که ۴۹٪ سهام این شرکت متعلق به آی ای آر بود.

## تولیدات
| تولیدات اصلی - IAR CV 11 - آی‌ای‌آر-۱۲ - آی‌ای‌آر-۱۳ - آی‌ای‌آر ۱۴ - IAR 15 - IAR 16 - IAR 22 - آی‌ای‌آر-۲۳ - آی‌ای‌آر-۲۳ - آی‌ای‌آر ۲۷ - IAR 36 - آی‌ای‌آر ۳۷ - آی‌ای‌آر ۳۷ - آی‌ای‌آر ۳۷ - آی‌ای‌آر ۴۷ - آی‌ای‌آر ۷۹ - آی‌ای‌آر ۸۰ - آی‌ای‌آر ۸۰ - IAR 471 | تحت لیسانس - Morane-Saulnier MS 35 - Potez 25 - IAR P.11F - IAR P.24E - Fleet 10G | Post-war era هواگرد ثابت‌بال - IAR 46 - IAR 818 - IAR 821 - IAR 822 - IAR 823 - IAR 824 - IAR 825 Triumf - IAR 826 - IAR 827 - IAR 831 | بالگرد - IAR 316 Alouette III - IAR 317 Airfox - IAR 330 Puma - IAR 330L SOCAT - کماف کا-۱۲۶ | بادپر - ICA IS-3 - ICA IS-8 - ICA IS-10 - ICA IS-11 - ICA IS-12 - ICA IS-13 - ICA IS-23 - ICA IS-28 "Lark" - ICA IS-28M - ICA IS-29 - ICA IS-30 - ICA IS-31 - آی‌سی‌ای آی‌اس-۳۲ - ICA IS-33 - ICA IAR-35 |